# Эйхгорн, Иоганн
Иоганн Эйхгорн (нем. Johann Eichhorn) (8 октября 1906 — 1 декабря 1939) — немецкий серийный убийца и насильник, действовавший в Веймарской республике и в Нацистской Германии. Известен под прозвищем «Аубинский зверь» и «Мюнхенский Джек-Потрошитель». Совершил около 130 нападения на женщин с целью изнасилования, в том числе не менее 5 убийств в 1931 — 1938 годах. Казнён по приговору суда.

## Биография
Иоганн Эйхгорн родился 8 октября 1906 года в Мюнхене в рабочей семье Иоганна Эйхгорна-старшего и его жены Магды. Был старшим из восьми детей. Семья жила довольно бедно, однако родители старались окружить всех своих детей любовью и заботой. Примечателен и тот факт, что дед будущего серийного убийцы со стороны матери Иоганн Бернхольдт (1862 — 1925) в 1896 году изнасиловал, а затем задушил трех женщин в Мюнхене, за что был признан невменяемым и направлен в психиатрическую больницу, где и скончался и также де-факто являлся серийным убийцей. 
После окончания школы Эйхгорн выучился на слесаря и устроился работать на железную дорогу стрелочником. Вскоре он женился и завел двух детей. Соседи и коллеги по работе характеризовали Эйхорна как малообщительного и замкнутого, однако ответственного и дисциплинированного человека, который никогда не отказывался помочь. С начала 1930-х годов Эйхгорн состоял в НСДАП, где также был на хорошем счету.
Тем не менее по собственному сделанному уже после задержания признанию с подростковых лет Иоганн начал страдать сексуальными отклонениями, он мог возбудиться лишь, когда причинял физическую боль женщине или унижал ее. Предполагается, что с 1928 года до своей женитьбы в 1935 году Эйхгорн по крайней мере несколько раз угрозами принудил двух своих сестер вступить с ним в половую связь, однако сам преступник до последних дней категорический отрицал любые обвинения в инцесте.

## Серия убийств
Первой жертвой преступника стала 16-летняя Катрина Шецль, с которой он познакомился на Октоберфесте. 11 октября 1931 года Эйхгорн предложил Шецль покататься на велосипеде и, по собственному признанию, возбудившись во время прогулки, решил изнасиловать ее, что и совершил, однако во время совершения насильственного полового акта девушка начала оказывать активное сопротивление и Эйхгорн, по собственным словам, в пылу борьбы, «не рассчитав сил», задушил ее, а тело с целью сокрытия факта совершения преступления сбросил в Изар. Первое убийство серьезно взволновало преступника и почти два с половиной года Эйхгорн не совершал преступлений. 
Тем не менее 30 мая 1934 года, прогуливаясь по лесу в мюнхенском районе Аубинг, он увидел проезжающую мимо на велосипеде 26-летнюю Анну Гельтль, после чего напал на нее с целью изнасилования, но девушка вновь оказала яростное сопротивление, в результате чего Эйхгорн застрелил ее из имевшегося у него при себе пистолета, после чего изнасиловал труп и изрезал жертве ножом лицо и половые органы. После этого убийства серийный убийца стал регулярно нападать на женщин с целью изнасилования, если жертва слишком активно сопротивлялась, то Эйхгорн убивал ее из пистолета и затем совершал насильственные действия с трупом. 9 сентября 1934 года жертвой Эйхорна стала 25-летняя Берта Зауберг. Ей удалось пережить выстрел в голову, однако она скончалась от кровопотери, так как преступник затащил ее в глухое место и закидал сверху землей и ветками.
В 1935 году Иоганн Эйхгорн женился на женщине по имени Йозефа и почти на два года прекратил убивать, так как по собственному признанию жене убийцы нравилось проявление садизма и жестокости с его стороны во время интимной близости, что на некоторое время смогло остановить желание насиловать и убивать. Тем не менее вскоре Эйхорн вновь начал совершать нападения на женщин. Летом 1937 года он убил 25-летнюю Розу Эглейн, которой также изрезал лицо и половые органы ножом, а поздней осенью 1938 года последней жертвой убийцы становится 23-летняя Мария Йорг.

## Арест, суд и казнь
29 января 1939 года Эйхорн совершил нападение с целью изнасилования на 12-летнюю девочку, оказавшиеся недалеко случайные прохожие прибежали на крики и в ходе короткой потасовки задержали преступника. Иоганну Эйхгорну были предъявлены обвинения в попытке изнасилования несовершеннолетней, однако, находясь в предварительном заключении, он признался в многочисленных нападениях на женщин в мюнхенском районе Аубинг и пяти убийствах, в которых ранее его никто не подозревал. Длившаяся несколько месяцев судебно-психиатрическая экспертиза признала преступника вменяемым, хотя и отметила ярко выраженные сексуальные отклонения и психопатические черты характера. 
В ноябре 1939 года Иоганн Эйхгорн был признан виновным в совершении не менее чем 90 изнасилований и 5 убийств женщин и приговорен к смертной казни. 1 декабря 1939 года приговор был приведен в исполнение в мюнхенской тюрьме Штадельхайм. После ареста и казни преступника нацисты засекретили дело, так как Эйхгорн был членом НСДАП.
В 2007 году много шума наделал роман «Кальтайс» Марии Шенкель, в основу которого положены деяния «Аубингского зверя».